# James Boswell

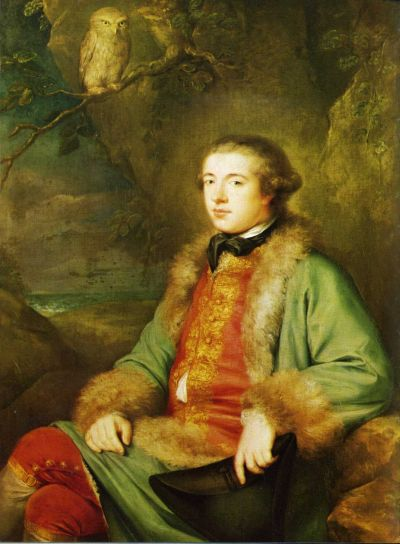
James Boswell. Retrat de George Willison. Galeria Nacional d'Escòcia, 1765.

James Boswell, novè Laird Auchinleck (Edimburg, 29 d'octubre de 1740 - Londres, 19 de maig de 1795) fou un escriptor, advocat i aristòcrata escocès, conegut per la seva biografia sobre el doctor anglès, intel·lectual i home de lletres del segle xviii Samuel Johnson (1709-1784), titulada La vida de Samuel Johnson (1791, The Life of Samuel Johnson, LL.D.).

## Biografia
Fill de Lord Auchinleck, jutge del tribunal suprem d'Escòcia, Boswell va estudiar dret a les universitats d'Edimburg (1753-1758) i Glasgow (1758-1762), on fou alumne d'Adam Smith. Posteriorment, completaria la seva formació a Utrecht. Anteriorment al seu trasllat a Utrecht, va conèixer a Samuel Johnson a Londres el 16 de maig de 1763, figura a la qual professava una gran admiració i amb la qual li uniria, posteriorment, una gran amistat. Després de graduar-se a Utrecht, va fer nombrosos viatges per Europa, en els quals es va relacionar a més amb personatges rellevants del seu temps, com ara Rousseau, Voltaire, el general Pasquale Paoli, David Hume... Fruit d'aquests viatges, animat per Samuel Johnson, esbossaria diversos llibres de viatges com Boswell in Holland i Boswell on the Grand Tour: Germany and Switzerland (1763-1764) que no es van publicar fins al segle xx.
També va escriure i publicar An Account of Corsica (1768), del qual se sentia molt orgullós per les seves tendències pro-corses i la seva amistat amb Paoli. Boswell va estar a l'illa de Còrsega a l'octubre i novembre de 1765 i després de la seva tornada va emprendre una àmplia campanya de premsa en favor de la República de Còrsega, proclamada després de la seva revolta contra la dominació de la República de Gènova. Va escriure desenes d'articles al London Chronicle, una gaseta de gran tirada. El llibre An Acount of Corsica fou publicat a mitjan febrer de 1768 i va aconseguir un gran èxit —superant els 4000 exemplars en diverses edicions—, sent traduït a diversos idiomes com l'italià, el neerlandès, l'alemany i el francès. Aquest llibre, com destaca Antoine Franzini, a més d'aportar una estranya notorietat al seu autor, «va fer més per la glòria de Paoli i per la imatge de la república corsa que tots els altres relats de viatgers o de militars».
Després d'aquest període, va residir un temps a Londres, abans de tornar a Edimburg, on es va casar en 1769 i on va començar a exercir l'advocacia, sense gaire èxit. La seva vida fou especialment llicenciosa, frívola i dissoluta: acostumava a sortir de casa, i després de passar setmanes senceres entre prostíbuls i tavernes, tornava amb alguna infecció venèria. En aquella època, també acostumava a fer un viatge anual a Londres a la primavera, on passava la Pasqua amb Johnson, que sempre li oferia els seus consells. El 1773, va convidar a Samuel Johnson a Escòcia, amb qui faria un memorable viatge per les Hèbrides que relataria en A Journal of a Tour to the Hebrides (1785). Fou llavors quan va començar a freqüentar els cercles de Lord Monboddo i Lord Kames a Edimburg, relacionant-se també amb el poeta Robert Burns, John Home, Adam Smith... A més, per la seva amistat amb Samuel Johnson es va fer membre de The Club, un club de cavallers londinenc format per la flor i nata dels cercles intel·lectuals britànics. Entre els seus membres hi havia el mateix Samuel Johnson, el pintor sir Joshua Reynolds, el gran historiador Edward Gibbon, l'escriptor Thomas Sheridan i el seu fill, l'escriptor i dramaturg Oliver Goldsmith, el famós actor David Garrick, el polític Edmund Burke i el naturalista sir Joseph Banks, entre d'altres.
Durant aquest temps va redactar un diari on detallava totes les seves trobades amb Johnson i amb altres personalitats de l'època. Per exemple, va estar present en el llit de mort de David Hume, al qual Boswell li va preguntar si no preferia esmenar-se i creure en una vida després de la mort per a poder trobar-se amb els seus amics, i al que Hume va contestar que cap dels seus amics havia cregut en la vida després de la mort, per la qual cosa no esperava trobar-los. Converses com aquesta van quedar recollides en els seus diaris i la seva correspondència, que són una valuosa font d'anècdotes i de dades sobre la vida del segle xviii.
Malgrat això, el seu opus magnum és la biografia de Johnson, La vida de Samuel Johnson (1791), en la qual, a partir de les notes que prenia durante les seves converses amb Johnson, i de la correspondència i anècdotes que uns altres li van proporcionar, realitza un superb retrat del doctor Johnson, del seu temps, la seva obra i opinions, a més de reclamar el valor de l'amistat. Aquesta obra és considerada com la millor biografia en llengua anglesa, i destaca com un referent biogràfic modern del món anglosaxó. Boswell fins i tot afirmava que havia creat la biografia moderna.
Després de la mort de Johnson l'any 1784, Boswell es va mudar a Londres, on va provar sort en els tribunals londinencs, de nou amb poca fortuna. En aquells temps, afectat per alguna malaltia venèria i l'alcoholisme, la seva salut es va veure ressentida. La seva pròpia fama i posició social es van anar tornant més i més precàries conforme el seu cercle d'amistats anava morint i, afeblit i apartat de la major part dels cercles intel·lectuals del moment, va dedicar els seus últims anys a escriure l'obra La vida de Samuel Johnson com a reivindicació del seu amic. La mateixa publicació de la biografia el 1791 li va comportar nombrosos problemes, en publicar en ella detalls, anècdotes i correspondència entre Johnson i moltes personalitats encara vives que, malgrat haver-li proporcionat la informació, van considerar que Boswell havia violat la seva confiança i la seva intimitat en publicar sense cap pudor els detalls i els noms dels involucrats.
Va morir l'any 1795, mentre estava preparant la quarta edició de La vida de Samuel Johnson; que fou posteriorment completada, aportant nombroses notes, per l'erudit shakesperià Edmond Malone, també amic de Samuel Johnson i del propi Boswell.

## Valoració
La seva fama pòstuma, curiosament, el deixava com un idiota i un pervertit. Els intel·lectuals del segle xix consideraven que la magnífica biografia del Dr. Johnson era fruit de la feliç labor d'un idiota; la seva família, sufocada per la seva fama de llibertí, utilitzaria el seu retrat per a llançar, literalment, dards contra ell. La llegenda diu que part de la seva correspondència fou descoberta (i rescatada) a Calais d'entre les fulles que un peixater emprava per a embolicar el peix (anècdota semblant a la de Bach i el carnisser de Mendelssohn). La majoria de la seva correspondència, diaris i notes foren amagades per vergonya fins que van ser redescobertes el 1920 al castell de Malahide, al nord de Dublín, on s'havien establert, per matrimoni amb els Talbot, alguns dels seus descendents. Des de llavors, la seva figura es va revalorar, amb la publicació de biografies, assajos i estudis crítics que van elevar-lo com a una figura prominent del panorama intel·lectual de l'època. Per descomptat, Boswell es va tractar amb els principals il·lustrats de l'època (i en les seves cartes i notes aporta valuós material sobre ells), i va escriure una de les obres mestres del gènere biogràfic, contribuint en gran manera a la fama pòstuma del Dr. Johnson, i al fet que molts altres intel·lectuals de l'època caiguessin en l'oblit.
Boswell fou el primer autor que va utilitzar l'adjectiu "romàntic". En la seva obra de 1768 "An Account of Corsica" el terme apareix quatre vegades: per a qualificar la vista de la ciutat de Corti des del monestir dels franciscans, per a descriure una agresta vall en el qual es va assentar l'Ordre de l'Església Grega de Sant Basili, en nomenar el so d'un instrument de corda semblant a la cítara i esmentant el retir de Rousseau a Ginebra.

## Obra
- London Journal (1762 - 1763)

Account of Corsica, 176

- Dorando, a Spanish Tale (1767, anònimament)
- An Account of Corsica (1768)
- The Hypochondriack (1777 - 1783, una sèrie mensual del London Magazine)
- A Journal of a Tour to the Hebrides (1785)
- The Life of Samuel Johnson (1791, reimprès a Everyman's Library)